# 통합 디스플레이 인터페이스
통합 디스플레이 인터페이스(Unified Display Interface, 'UDI')는 디지털 비주얼 인터페이스(DVI)를 기반으로 2006년에 발표된 디지털 비디오 인터페이스 사양이다. 이는 기존 고선명 멀티미디어 인터페이스(HDMI) 및 DVI 디스플레이와의 호환성을 제공하면서 저렴한 구현을 목표로 했다. 텔레비전 모니터 및 DVD 플레이어와 같은 고화질 멀티미디어 가전 제품을 대상으로 하는 HDMI와 달리, UDI는 특히 컴퓨터 모니터 및 비디오 카드 제조업체를 대상으로 했으며 오디오 데이터 전송을 지원하지 않았다. 경쟁 표준인 디스플레이포트는 2007년부터 상당한 산업 지원을 얻었으며, UDI 사양은 제품 출시 없이 곧 폐기되었다.

## 개발
2005년 12월 20일, UDI 특수 이익 단체(UDI SIG)가 버전 0.8이라는 잠정 사양과 함께 발표되었다. 사양을 정교화하고 인터페이스를 홍보하는 작업을 한 이 그룹은 인텔이 주도했으며 애플 컴퓨터, 인텔, LG, 엔비디아, 삼성, 실리콘 이미지 등이 참여했다.
UDI 발표는 비디오 전자공학 표준위원회(VESA)가 2005년 5월에 공개한 디스플레이포트 표준보다 몇 달 뒤졌다. 디스플레이포트는 ATI 테크놀로지스, 삼성, 엔비디아, 델, 휴렛 팩커드, 몰렉스를 포함한 경쟁 컨소시엄에 의해 개발되고 있었다. 근본적으로 디스플레이포트는 데이터를 패킷으로 전송하는 반면, 이전 DVI 및 HDMI 표준은 디지털 신호로 원시 비디오를 전송한다. UDI는 DVI/HDMI에 더 가까운 접근 방식을 취했다. UDI 사양 1.0은 2006년 7월에 최종 확정 및 발표되었다. UDI와 HDMI의 차이는 두 사양 모두 장기적인 호환성을 위해 설계되었기 때문에 최소한으로 유지되었다. 다시 말해, UDI는 디스플레이포트보다 몇 달 뒤처졌는데, 디스플레이포트는 2006년 5월에 최종 버전 1.0 사양을 발표했다.
이 그룹은 2006년 말에 "특수 이익 단체"에서 "실무 그룹"으로 명칭을 변경했으며 당시 언론 보도는 "UDI는 산업 지원 측면에서 약하다"고 지적하며 미래의 디스플레이포트/HDMI 양두 체제를 정확하게 예측했다. 2007년 초 인텔은 경쟁 표준인 디스플레이포트를 지원하기 시작했다. 익명의 소식통에 따르면 HDMI와 관련된 라이선스 비용 및 HDCP의 디스플레이포트 통합이 인텔의 지지를 얻었다. 다른 공급업체들은 HDMI 버전 1.3을 사용하기 시작했으며, 인텔과 삼성 모두 UDI에 대한 지원을 철회했다. 2007년 초 이후 UDI에 대한 발표는 없었으며 UDI 웹사이트는 2007년 이후 더 이상 운영되지 않았다. 따라서 UDI 표준은 제품이 출시되기 전에 폐기된 것으로 보인다.

## 기술
UDI 구현에는 "외부 프로필"(데스크톱 컴퓨터 및 디스플레이용)과 "내장 프로필"(랩톱 컴퓨터의 내부 디스플레이용)의 두 가지가 있었다.:§1.9
외부 프로필에서는 TMDS 인코딩 방식을 사용하여 3개의 차동 데이터 쌍과 1개의 차동 클록 쌍으로 데이터가 전송되었다.:§1.9.1 외부 프로필은 HDMI의 확장으로 간주되며 HDMI Rev. 1.2 디스플레이와 역호환된다. 그러나 UDI는 고해상도 컴퓨터 모니터를 대상으로 하므로 오디오 정보를 전달하지 않는다.:§1.10.1 HDMI 자체가 HDCP가 포함된 DVI의 확장판이므로, UDI 외부 프로필은 이러한 표준과도 호환된다.:§1.10.2;1.10.3
내장 프로필은 약간 달랐는데, 데이터와 클록 정보를 모두 전달하는 1개 또는 3개의 차동 쌍을 사용했다. 내장 프로필은 대신 ANSI 8b/10b 인코딩 방식을 사용한다.:§1.9.2;3.3.1;3.3.2
UDI는 이전 버전보다 높은 대역폭(첫 번째 버전에서 최대 16Gbit/s, HDMI 1.0의 4.95Gbit/s와 비교)을 제공했으며 HDCP로 알려진 일종의 디지털 권리 관리를 통합했다.

### 커넥터
외부 및 내장 커넥터 구현은 전기적으로 호환되고 물리적으로 유사했으며, 각각 단일 접점 열을 가졌지만, 서로 다른 폼 팩터와 접점 수를 가졌다. "내장" 구현은 디스플레이 패널 인터페이스에 대해서만 지정되었으며 26개의 접점으로 구성된 단일 열을 가졌고, "외부" 구현은 금속 실드 내부에 22개의 접점으로 구성된 단일 열을 가졌으며 물리적으로 키가 있는 직사각형 단면을 가져 유니버설 시리얼 버스 타입 A 커넥터와 유사했다.:§7.2.2;7.3.2 접점은 0.6 mm (0.024 in)(외부):§7.2.2 및 1.0 mm (0.039 in)(내장) 피치에 간격을 두었다.:§7.3.2
접점 중 3개는 향후 업그레이드 가능성을 위해 예약되었다.:§7.2.1;7.3.1 송신 및 수신 플러그와 리셉터클은 물리적으로 달랐는데, USB-A 및 USB-B가 각 끝에 있는 주변 장치 케이블과 유사하게 UDI 케이블이 한 방향으로만 연결되도록 요구했다.:§7.2.2;7.3.2 양방향 통신은 단방향 비디오 데이터 스트림보다 훨씬 낮은 데이터 전송률로 작동했다.
| 핀 | 신호         | 설명                                       |
| -- | ------------ | ------------------------------------------ |
| 1  | RSVD         | 예약됨; 두 번째 연결                       |
| 2  | RSVD         | 예약됨; 두 번째 연결                       |
| 3  | RSVD         | 예약됨; 두 번째 연결                       |
| 4  | Gnd          | UDI Data2 실드; 두 번째 연결               |
| 5  | UDI Data2+   | UDI 차동 데이터 페어 2: +; 두 번째 연결    |
| 6  | UDI Data2-   | UDI 차동 데이터 페어 2: -; 두 번째 연결    |
| 7  | Gnd          | UDI Data1 실드; 두 번째 연결               |
| 8  | UDI Data1+   | UDI 차동 데이터 페어 1: +; 두 번째 연결    |
| 9  | UDI Data1-   | UDI 차동 데이터 페어 1: -; 두 번째 연결    |
| 10 | Gnd          | UDI Data0 실드; 두 번째 연결               |
| 11 | UDI Data0+   | UDI 차동 데이터 페어 0: +; 두 번째 연결    |
| 12 | UDI Data0-   | UDI 차동 데이터 페어 0: -; 두 번째 연결    |
| 13 | Gnd          | UDI Clk 실드; 두 번째 연결                 |
| 14 | UDI Clk+     | UDI 차동 참조 클록: +; 두 번째 연결        |
| 15 | UDI Clk-     | UDI 차동 참조 클록: -; 두 번째 연결        |
| 16 | Gnd          | 접지; 개별 와이어; 두 번째 연결            |
| 17 | CEC          | 소비자 가전 제어 (선택 사항); 두 번째 연결 |
| 18 | UDI APwr     | UDI 보조 전원; 두 번째 연결                |
| 19 | UDI CtrlClk  | UDI 제어 클록; 두 번째 연결                |
| 20 | UDI CtrlData | UDI 제어 데이터; 두 번째 연결              |
| 21 | UDI EPwr     | UDI 전원: +5V; 세 번째 연결                |
| 22 | UDI HPD      | UDI 핫 플러그 감지; 세 번째 연결           |
| —  | 커넥터 셸    | 첫 번째 연결                               |

| 핀 | 신호         | 설명                                         |
| -- | ------------ | -------------------------------------------- |
| 1  | VDD UDL      | 데이터 링크 회로용 공급 전압                 |
| 2  | VDD UDL      | 데이터 링크 회로용 공급 전압                 |
| 3  | VDD UDL      | 데이터 링크 회로용 공급 전압                 |
| 4  | VDD UDL      | 데이터 링크 회로용 공급 전압                 |
| 5  | VSS          | 제어 및 데이터 링크 전원용 공급 리턴         |
| 6  | VSS          | 제어 및 데이터 링크 전원용 공급 리턴         |
| 7  | VSS          | 제어 및 데이터 링크 전원용 공급 리턴         |
| 8  | VSS          | 제어 및 데이터 링크 전원용 공급 리턴         |
| 9  | UDI Data0+   | UDI 레인 0 데이터; ×3 레인 너비에만 사용     |
| 10 | UDI Data0+   | UDI 레인 0 데이터; ×3 레인 너비에만 사용     |
| 11 | GND          | UDI Data0용 실드                             |
| 12 | UDI Data1+   | UDI 레인 1 데이터; ×1 및 ×3 레인 너비에 사용 |
| 13 | UDI Data1-   | UDI 레인 1 데이터; ×1 및 ×3 레인 너비에 사용 |
| 14 | GND          | UDI Data1용 실드                             |
| 15 | UDI Data2+   | UDI 레인 2 데이터; ×3 레인 너비에만 사용     |
| 16 | UDI Data2-   | UDI 레인 2 데이터; ×3 레인 너비에만 사용     |
| 17 | GND          | UDI Data2용 실드                             |
| 18 | RSVD         | 예약됨                                       |
| 19 | RSVD         | 예약됨                                       |
| 20 | RSVD         | 예약됨                                       |
| 21 | (테스트 핀)  |                                              |
| 22 | GND          | 접지 리턴                                    |
| 23 | UDI EPwr     | 제어 링크 신호용 공급 전압                   |
| 24 | UDI CtrlClk  | UDI 제어 링크 클록                           |
| 25 | UDI CtrlData | UDI 제어 링크 데이터                         |
| 26 | UDI HPD      | UDI 링크 핫 플러그 감지                      |

내용주
1. 1 2  UDI-HDMI에만 해당
2. ↑  활성 어댑터 또는 리피터의 경우 소스 및 싱크 모두에 필요